# Александрович (герб)
Александрович (Круки, пол. Aleksandrowicz, Alexandrowicz, Kruki) — шляхетський герб, різновид герба «Коси».

## Опис
Щит червоного кольору, в центрі щита дві схрещені коси наконечниками вгору і вістрям до середини щита, в точці їх перетину сходяться зверху і знизу два мечі, оправлені золотом. У клейноді над шоломом в короні три срібні страусові пера. Намет, червоний із срібною підбивкою.
Геральдист Островський подає дещо іншу версію герба, в якій шолом і клейнод замінені митрою.

## Історія
Перша згадка про герб датована 1505 роком.

## Роди
Александровичі (пол. Aleksandrowicz, Alexandrowicz)